# 劍橋城 (印第安納州)
劍橋城（英語：Cambridge City）是一個位於美國印地安納州韋恩縣的城鎮。

## 人口
根據2010年美國人口普查的數據，劍橋城的面積為2.63平方千米，當中陸地面積為2.61平方千米，而水域面積為0.02平方千米。當地共有人口1,870人，而人口密度為每平方千米711人。